# Élections générales britanniques de 1807
Les élections générales britanniques de 1807 se sont déroulées du 4 mai au 9 juin 1807. Ces élections sont remportées par le Parti tory.